# Tiny Debüser
Tiny Debüser (geboren als Maria Friederike Christine Debüser, später auch Tini Debüser-von Passavant, * 4. Juni 1891 in Köln; † 10. Oktober 1957) war eine deutsche Mezzosopranistin.

## Leben
Ihre Eltern waren der Kaufmann Peter Debüser (* 1860 Köln; † 1935 Düsseldorf) und Thekla Debüser, geb. Krohmann (* 1864 Köln; † 1953 Düsseldorf). Ihre Schwester Leonie war mit den Komponisten Hermann Unger verheiratet. Christine „Tini“ Debüser wuchs in Düsseldorf auf, ihre Ausbildung erfolgte u. a. durch Aglaja Orgeni. Erste Auftritte sind ab 1913 nachgewiesen. Anfang der 1920er Jahre wurde Debüser als ausgezeichnete Sopranistin gefeiert, die sich insbesondere für moderne Musik einsetzte. Sie sang Werke von Paul Hindemith, Rudi Stephan, Julius Weismann, Yrjö Kilpinen und Ernst Krenek, der 1925 drei Gedichte von Rainer Maria Rilke – unter dem Titel O Lacrimosa – bewusst für ihre Stimme vertonte. Sie sang auch die Uraufführung 1927 unter der Leitung von Hermann Abendroth. Debüser war Mitbegründerin der Kölner Gesellschaft für Neue Musik. Sie heiratete 1918 den Komponisten Erich Anders, die Ehe hielt jedoch nicht lange. Ihre Beliebtheit zeigte sich auch noch 1931, als sie zusammen mit Ida zur Nieden und Joseph Schmidt als Gesangsdarstellerin für den Film Goethe lebt …! von Eberhard Frowein engagiert wurde.
Bereits 1933 war sie eine überzeugte Nationalsozialistin, arbeitete in der NS-Frauenschaft und war Mitglied des Kampfbundes für deutsche Kultur. Sie erhoffte sich damit einen Aufschwung ihrer Karriere, da ihre künstlerische Reputation in die Mittelmäßigkeit abzusinken drohte. Debüser war seit 1933 neu verehelicht mit dem Produktionsleiter des „Goethe“-Films, dem Kaufmann Hans von Passavant (* 1890 Frankfurt a. M.; † 1953). Die Kritik war ihr nicht mehr so wohlgesonnen und der Dirigent Hermann Scherchen verspottete sie als ein „Himbeerbonbon“. Da ihr der Karriereschub mit Kunst allein nicht gelang, arbeitete sie zeitweise als Sekretärin im Propagandaministerium.
Zusammen mit zwei Nachbarinnen denunzierte sie 1943 den Pianisten Karlrobert Kreiten wegen abfälliger Äußerungen über den Nationalsozialismus. Kreiten wurde daraufhin zum Tode verurteilt und hingerichtet. Nach Kriegsende behauptete sie, man habe sie dazu überredet. Kreitens Freundin erinnerte sich später jedoch, dass Debüser Kreitens Mutter Emmy, die ebenfalls Sängerin war, ihren Erfolg und vor allem den ihres Sohns neidete und die „Gelegenheit beim Schopfe (nahm), ihr eins zu verpassen“.